# فرويتا (كولورادو)
فرويتا (بالإنجليزية: Fruita, Colorado)‏ هي مدينة تقع في مقاطعة ميسا بولاية كولورادو في الولايات المتحدة. تأسست عام 1884، تبلغ مساحتها 18.9 (كم²)، وترتفع عن سطح البحر 1376 م، بلغ عدد سكانها 12646 نسمة في عام 2010 حسب إحصاء مكتب تعداد الولايات المتحدة .

## أعلام
- الدجاجة مايك
- كوينتون هوفر
- بوب بيتي

## وصلات خارجية
- City of Fruita